# 交通結節点

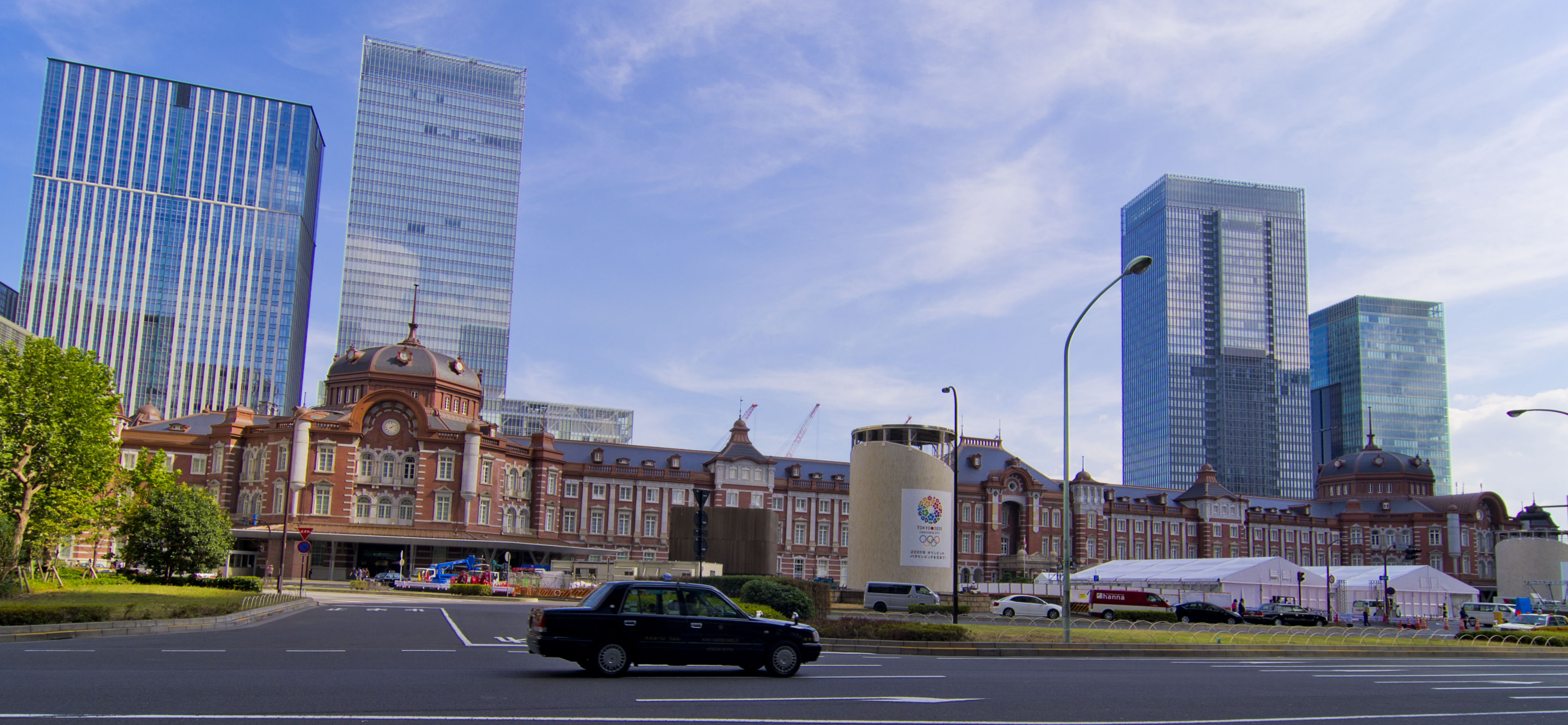
東京駅

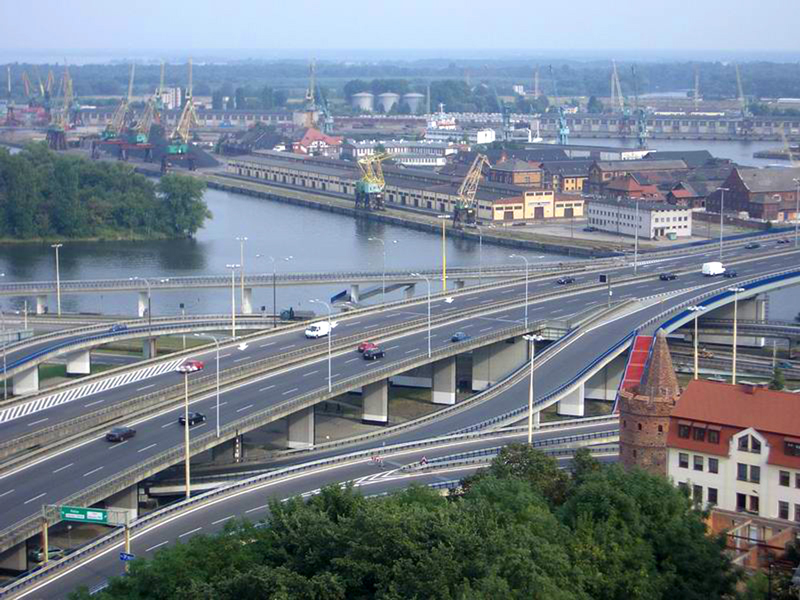
シュチェチン, ポーランド

交通結節点（こうつうけっせつてん、英語: transport hub、traffic node）は、人や物の輸送において、複数の同種あるいは異種の交通手段の接続が行われる場所、複数の交通モード間の不連続点のことである。ハブとも呼ばれる。交通工学や都市工学の分野では単に結節点とよばれることもある。

## 概要
交通結節点は、「交通機関の乗り換え・乗り継ぎ」としての機能をもつほか、地域の中心拠点エリアを形成する「拠点形成」や「ランドマーク」などの機能も有する。
またそのあり方は、都市と郊外などの地域特性によっても異なっている。
さらに乗り換え機能は、人の乗り換えだけでなく、物の積み替えも含まれる。人流と物流では、交通結節点の特性は異なっている。

## 主な種類
- ターミナル駅・乗換駅 - 人流面における鉄道施設。物流面における役割を兼ねるものもある。
- 貨物ターミナル駅 - 物流面における鉄道施設で、鉄道同士のほか他の交通モードへの積み替えを行う。
- 操車場 - 物流面における鉄道施設で、貨物車両を方面ごとに編成換えを行う施設。
- バスターミナル - バスセンターやバスステーションなどと呼称されることもある。
- トラックターミナル - 物流トラックにおける輸送拠点で、中長距離輸送トラック同士および地域内配送トラックへの積み替えを行う。
- インターチェンジ - 道路交通における交差点。日本では、歩車分離の自動車専用道路と混合交通の一般道路との接続に用いられることが多い。
- ジャンクション - 道路交通における交差点。日本では、歩車分離の自動車専用道路同士の接続に用いられることが多い。
- パークアンドライドにおける駐車場[4]
- ハブ空港・ハブ港湾 - 航空および船舶に用いられる空港や港湾のうち、各方面への路線を特定港に集中させることを政策や運行主体者により企図され、乗り換え・載せ換えの便宜を図るものである（ハブ・アンド・スポーク）。日本では後者のうち国際的な物流面に用いるものを国際戦略港湾・中枢国際港湾などといった名称で定義されている。